# La Renaixensa
La Renaixensa va ser un diari de tendència catalanista conservadora nascut a Barcelona l'1 de gener de 1881, amb el mateix nom que el setmanari que el va precedir i que sortia des de 1871. Editat en català i amb el subtítol de Diari de Catalunya, va destacar, per sobre del terreny polític, en la seva producció cultural. Els seus principals impulsors van ser Pere Aldavert i Martorell i Àngel Guimerà. L'últim número apareix el 9 de maig de 1905.

## Origen
La Renaxensa és la publicació quinzenal fundada el 1871 per Pere Aldavert i dirigida per Francesc Matheu, primer, i per Àngel Guimerà després. Tots tres formaven part de la societat catalanista, La Jove Catalunya. Sota el subtítol de periodich de literatura, ciencias y arts, la revista es converteix en representant de l'esperit literari i cultural de tota una època. El seu nom inicial, La Renaxensa, canvia a partir de 1876 i passa a ser La Renaixensa. Un cop aparegut el diari, la revista continuà publicant-se mensualment i, més tard, a partir de 1882, com a suplement del diari.
Les divergències ideològiques que van aparèixer arran del Primer Congrés Catalanista, celebrat el 1880, entre el catalanisme federal i intervencionista, defensat per Valentí Almirall, director del Diari Català, i el catalanisme patriòtic i d'unió, defensat per Guimerà i Aldavert, van propiciar la decisió d'aquests últims de convertir la revista en un diari.
En el primer número, a la secció de política, el diari La Renaixensa, declarava els seus propòsits: Encetem, en fi, anar, no pel cami del provincialisme exclusivista, sino del esperit provincial, no pel cami del partidarisme politich, sino del esperit patri, no pel fraccionament sinó per l'atracció, per la unió, per la germanó de criteris, de afeccions y de voluntats á la reconstitució de l'element nacional que és la més alta potència civilitzadora dels pobles.

## Etapes
Des del primer moment, La Renaixensa va ser dirigida conjuntament per Pere Aldavert i Àngel Guimerà. En els seus inicis i fins a l'any 1897 l'existència del periòdic va ser tranquil·la. La primera suspensió, emesa pel governador civil Eduardo de Hinojosa, va arribar aquell mateix any amb motiu de la publicació del Missatge a S.M. Jordi I Rei dels Hel·lens, que diverses entitats catalanes van adreçar, amb la lectura feta pel polític Antoni Suñol i Pla, el 7 de març de 1897, al Cònsol grec de Barcelona. Van ser acusats d'establir un paral·lelisme de dominant- dominat entre Turquia-Creta i Espanya-Catalunya.
Sense aconseguir el permís per publicar sota el nom de Lo Renaixement, Aldavert va fer aparèixer el diari com a suplement del diari reusenc, Lo Somatent, des del 25 de març fins al 17 d'abril. Novament suspès, el diari es va desplaçar al Vendrell on van sortir 193 números amb el seu títol original de La Renaixensa. Un nou governador civil, Larroca, va aixecar la suspensió i el diari tornà a Barcelona el 28 d'octubre. Un parell d'anys més tard, cap al març de 1900, Pere Aldavert va ser processat de nou, i també el seu redactor Josep Maria Roca, per una informació sobre la societat Els Segadors a Sants.
Tot i l'aposta per mantenir la neutralitat política, el 1892 La Renaixensa esdevé l'òrgan d'expressió no oficial de la Unió Catalanista, formada el 1891. Per desacords polítics, el sector més jove se separa i funda el diari La Veu de Catalunya (1899) i el partit la Lliga Regionalista (1901) en defensa de posicions més modernes de les que adoptava La Renaixensa. La competència i noves tensions van sorgir entre La Renaixensa i La Veu, com ja havia succeït amb el Diari Català, d'Almirall. Unit a aquestes escissions, l'any 1902 el diari va iniciar la davallada amb la marxa d'Aldavert i Guimerà.
Es constitueix una societat per rellançar el diari i s'encomana la direcció al metge Domènec Martí i Julià. El seu to distès lligava poc amb la línia del diari. Així, per exemple, a l'article L'enterro d'un poeta, sobre la mort de mossèn Jacint Verdaguer, Martí i Julià es referia a les autoritats com a oligarques i cacics. Dos dies més tard, el diari reculava tot lloant la presència del ministre d'Instrucció Pública a l'acte funerari. Martí i Julià va durar poc en el càrrec. A l'agost, Emili Arderiu era ja el nou director.
Cap a la fi de març de 1904, sota la nova direcció de Joaquim Botet i Sisó, es va suspendre voluntàriament el diari durant tres mesos per divergències i, especialment, per les dificultats econòmiques. La suspensió havia de servir, segons un escrit del Consell d'Administració, signat per M. Folguera i Duran,Pere Arderiu i Antoni Colomer i Tutau, per redreçar el diari econòmicament i per poder tornar a la Unió Catalanista el seu braç dret.
La Renaixensa va tornar a sortir l'1 de juliol, però el 9 de maig de l'any següent, el 1905, posava fi a la seva vida i anunciava que no podia seguir i que se subhastava per pagar els deutes. Es va crear una junta que va acordar la dissolució de la societat La Renaixensa, S.A i el diari va anar a subhasta pública. Se'n van fer tres, a la darrera, un nou propietari es va quedar el diari i tots els efectes de la societat anònima. El comprador era el diari anticatalanista El Progreso, d'Alejandro Lerroux. La Renaixensa acabà la seva vida amb un total de 9.840 números publicats, a banda dels que van sortir amb raó de les suspensions.

## Aspectes tècnics
La capçalera de La Renaixensa la va dissenyar l'arquitecte català Lluís Domènech i Montaner. El seu disseny és de proporcions i tipografia elegants i de taca negra. Destaca l'au fènix il·lustrada, amb l'escut de Catalunya com a cos, aporta identificació i representa simbòlicament el renaixement nacional.
El format del diari és variant. Passa de ser octau (gener 1881- abril 1902) a gran foli (maig 1902 - març 1904), per tornar a la mida inicial d'octau, d'abril de 1904 fins al final. Normalment tenia de 16 a 24 pàgines que anaven a una columna, l'edició del matí i 8 la de la tarda. A partir del juliol del 1982, La Renaixensa va començar a sortir en una sola edició de 24 a 32 pàgines. Quan el format va ser més gran, només presentava 4 pàgines a 6 columnes. Hi ha pocs gravats i la numeració és seguida.

## Seccions
Algunes de les seves principals seccions van ser: 
A l'edició del matí hi havia el Dietari religiós, les Afeccions meteorològiques, els Espectables públichs, la Crònica general, la Secció política, la Doctrinal, la Correspondència general i la Particular que eren els corresponsals de l'estranger i els comarcals. També comptava amb els Anuncis oficials, la Secció religiosa, i la Secció econòmica que comprenia les guies dels comerços de Barcelona i les de les fires dels pobles; i la secció de darrera hora que titulaven Telegrames.
L'edició de la tarda era més divulgativa, ja que, a part de les darreres notícies, hi havia seccions de Moda, Curiositats, D'invents industrials i fins i tot d'Higiene.

## Directors
- Pere Aldavert i Àngel Guimerà (1881-1902)
- Domènec Martí i Julià (maig- agost 1902)
- Emili Arderiu (agost 1902- gener 1903)
- Pere Aldavert (gener- maig 1903)
- Joaquim Botet i Sisó (1903-1905)
- Pere M. Puig (abril-maig 1905)

## Redactors i col·laboradors
- Pau Parassols i Pi
- Isidre Reventós i Amiguet
- Damas Calvet
- Joaquim Marsillach i Lleonart
- Teodor Creus i Corominas
- Frederic Soler
- Emili Vilanova
- Manuel Rocamora i Rivera
- Jacint Capella i Feliu
- Sebastià Farnés i Badó
- Claudi Planas
- Lluís Marsans i Sola
- August Pi Sunyer
- Manuel Xuclà i Mauricio
- Pelegrí Casades i Gramatxes
- Alfons Damians
- Enric Prat de la Riba
- Lluís Duran i Ventosa
- Celestí Barallat i Falguera
- Joaquim Riera i Bertran
- Esteve Suñol i Gasòliba
- Lluís Domènech i Montaner
- Salvador Genís i Bech
- Pau Valldeneu i Estapé